# Departamento de Chiquimula
Departamento de Chiquimula är ett departement i Guatemala. Det ligger i den sydöstra delen av landet, 120 km öster om huvudstaden Guatemala City. Antalet invånare är 79 815. Arean är 372 kvadratkilometer.
Terrängen i Departamento de Chiquimula är varierad.
Departamento de Chiquimula delas in i:

1. Municipio de San Juan Ermita
2. Municipio de San José La Arada
3. Municipio de San Jacinto
4. Municipio de Quezaltepeque
5. Municipio de Olopa
6. Municipio de Jocotán
7. Municipio de Ipala
8. Municipio de Esquipulas
9. Municipio de Concepción Las Minas
10. Municipio de Chiquimula
11. Municipio de Camotán

Följande samhällen finns i Departamento de Chiquimula:

- Esquipulas
- Ipala
- Quezaltepeque
- San José La Arada
- Olopa
- San Jacinto
- Concepción Las Minas